# غاز-2975
مركبة غاز-2975 (الروسية: ГАЗ-2975)، هي سيارة جيب عسكرية متطورة، وتستخدم غالباً في الأمور العسكرية، وتسمح المركبة لدخول أكثر من 4 أشخاص ووضع الرشاش فوق السيارة، ظهر المركبة الروسية الصنع لأول مرة عام 2001، وتسمى النمر الروسي.

## تاريخ
قامت شركة إيدكس الروسية لإنتاج الجيب العسكري عام 2001 ، ودخلت الخدمة العسكرية للقوات الروسية عام 2004.

## المستخدمون

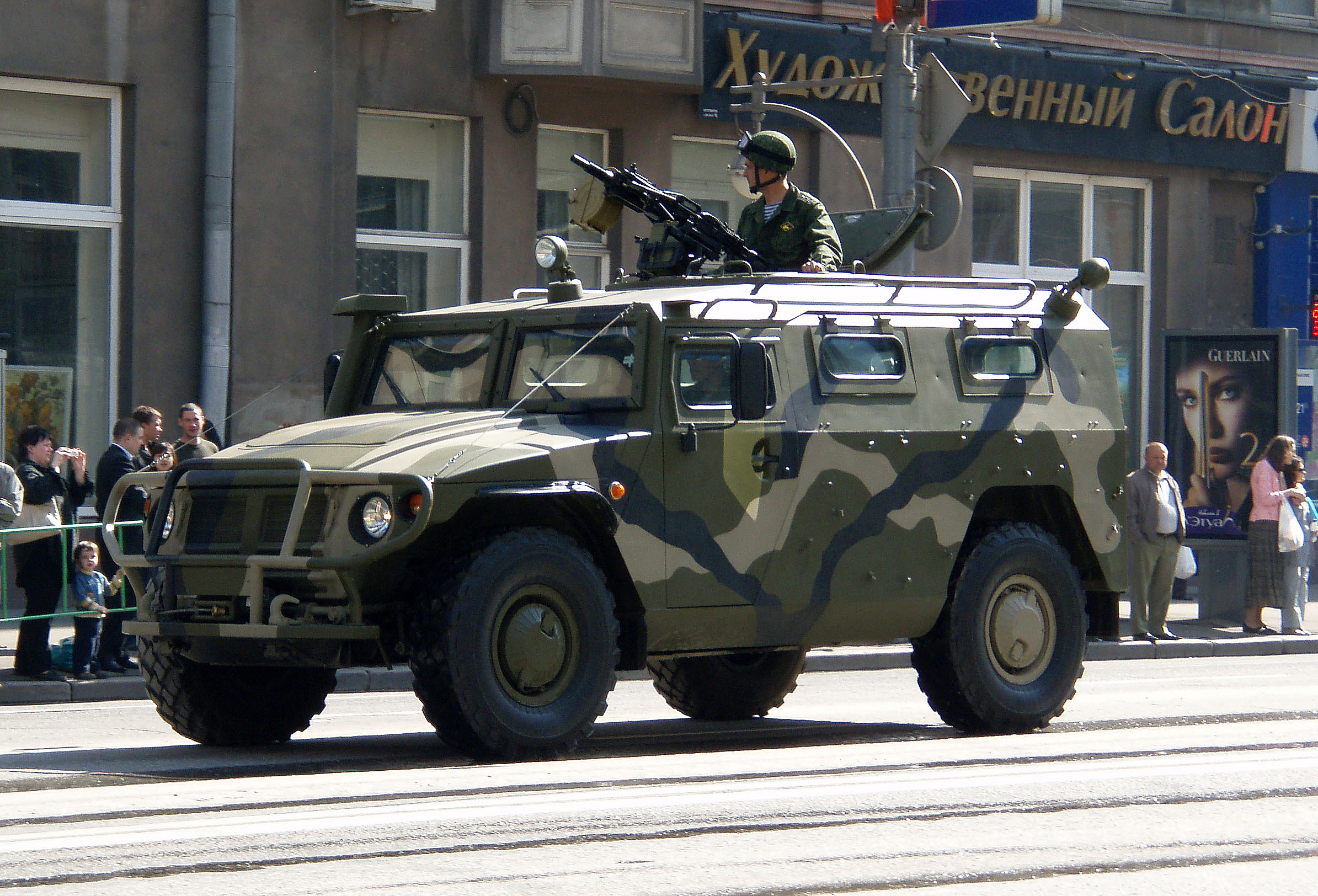

- أرمينيا: تستخدمها القوات المسلحة والشرطة الأرمينية.[2]
- الصين: حصلت شركة يانجينغ بكين الصينية على الترخيص من الشركة الروسية لصناعة المركبة العسكرية.
- غينيا: دخلت غينيا الخدمة لإستعمال سيارة الجيب العسكرية غاز-2975 عام 2011.[3]
- نيكاراغوا:دخلت الخدمة في نيكارغوا.[4]
- روسيا: تستخدم روسيا الإتحادية المركبة العسكرية غاز-2975.
- الأوروغواي: تستخدم الأروغواي المركبة العسكرية، وتستخدمها الحرس الجمهوري، في شهر أبريل عام 2011، نجحت أورغواي الصفقة والتي تجاوزت 600 ألف دولار أمريكي.

### استخدامات أخرى
- البرازيل: تستخدم الشرطة العسكرية البرازيلية هذه المركبة في شهر سبتمبر عام 2010 في مدينة ريو دي جانيرو لأسباب أمنية.[3]
- الهند: قامت الهند بتجربة المركبة غاز-2975 عام 2008.[3][5]